# ذقن الشيخ
ذقن الشيخ (باللاتينية: Cometes) جنس نباتي يتبع الفصيلة القرنفلية.

## أنواع الجنس
حسب موقع لائحة النباتات يضم الجنس نوعين مقبولين واطنين الوطن العربي. النوعان هما:
- ذقن الشيخ الحبشي (باللاتينية: Cometes abyssinica)

- ذقن الشيخ السوراتي (باللاتينية: Cometes surattensis)